# 79086 Gorgasali
79086 Gorgasali este un asteroid din centura principală de asteroizi.

## Descriere
79086 Gorgasali este un asteroid din centura principală de asteroizi. A fost descoperit pe 4 septembrie 1977 la Observatorul La Silla de Richard M. West. Asteroidul prezintă o orbită caracterizată de o semiaxă mare de 2,77 ua, o excentricitate de 0,28 și o înclinație de 33,1° în raport cu ecliptica.